# Coelioxys porterae
Coelioxys porterae là một loài Hymenoptera trong họ Megachilidae. Loài này được Cockerell mô tả khoa học năm 1900.